# Boyelles
Boyelles é uma comuna francesa na região administrativa de Altos da França, no departamento de Pas-de-Calais. Estende-se por uma área de 4,25 km². Em 2010 a comuna tinha 362 habitantes (densidade: 85,2 hab./km²).